# Hybomitra sonomensis
Hybomitra sonomensis är en tvåvingeart som först beskrevs av Osten Sacken 1877.  Hybomitra sonomensis ingår i släktet Hybomitra och familjen bromsar. Inga underarter finns listade i Catalogue of Life.